# マードー・シング
マードー・シング（Madho Singh, 1728年12月 - 1768年3月5日）は、北インドのラージャスターン地方、アンベール王国の君主（在位：1750年 - 1768年）。

## 生涯
1728年12月、アンベール王国の君主ジャイ・シング2世の息子として、ジャイプルで誕生した。
1750年12月、兄王イーシュヴァリー・シングが死亡したことにより、王位を継承した。
1763年1月、マードー・シングは自身の名を冠した都市サワーイー・マードープルを建設した。
1768年3月5日、マードー・シングはジャイプルで死亡し、息子のプリトヴィー・シング2世が王位を継承した。